# مارکو آندرئولی
مارکو جان‌کارلو آندرئولی (ایتالیایی: Marco Giancarlo Andreolli؛ زاده ۱۰ ژوئن ۱۹۸۶) بازیکن فوتبال اهل ایتالیا است.